# Lata (powieść Virginii Woolf)
Lata (ang. The Years) – powieść Virginii Woolf wydana w 1937; ostatnia opublikowana za jej życia. W Polsce powieść ukazała się w 1958, nakładem Spółdzielni Wydawniczej „Czytelnik”.    
Głównym tematem dzieła jest przemijanie, ukazane w codziennym życiu w perspektywie mijających lat. Książka szybko zniknęła z księgarń i została dobrze przyjęta przez krytykę, stając się bestsellerem w Ameryce.     

## Fabuła
Dni, tygodnie, lata przetaczały się z wolna po niebie jak promienie wielkiego reflektora.

Akcja powieści rozpoczyna się wiosną 1880 i ukazuje koleje losu angielskiej rodziny Pargiterów, aż do połowy lat 30. XX wieku. Pułkownik Abel Pargiter mieszka z żoną i dziećmi w Londynie. W 1857 podczas buntu wojsk hinduskich stracił dwa palce u prawej ręki. Jego małżonka jest ciężko chora i wymaga stałej opieki. Mijające lata pokazują koleje losu rodziny Pargiterów oraz ich dzieci: Eleonory, Edwarda, Morrisa, Martina, Delii oraz Rose.  